# آرثر جي. سيلس
آرثر جي. سيلس هو محامي وسياسي أمريكي، ولد في 19 أكتوبر 1917، وتوفي في 26 ديسمبر 1982.